# Хордові лінії Московського метрополітену
Хордовий розвиток Московського метрополітену — тип проектування ліній Московського метрополітену, при якому ділянки, що будуються («хорди»), мають пересадки поза Кільцевої лінії, або ж взагалі з нею не перетинаються. Планування Люблінського радіусу Люблінсько-Дмитрівської лінії на сьогодні є найнаочнішим прикладом хордового розвитку, тим не менш, це не перший подібний випадок в історії Московського метро. Центральні ділянки пересічних хордових ліній нададуть нові можливості пересадок, які іменуються нині як Третій пересадний контур (ТПК).

## Історія
Московський метрополітен успадкував радіально-кільцеву структуру міста Москви, так само як і її слабкі місця — перевантажений центр і слабке забезпечення околиць транспортом. У зв'язку з цим вже на початку 1960 -х років стали проявлятися збої в обслуговуванні пасажиропотоків як на Кільцевій, так і на менш завантажених Арбатсько-Покровській і Замоскворецькій лініях.
Проектування південного контуру останнього з них в 1964-65 р.р. відбувалося з ідеєю про створення розгалуження контуру на два радіуси: Каховський і Кантемировський. З цією метою були закладені два зали «Каширської», а рух якийсь час організовувалося по черзі. Проте, Кантемировський радіус не був побудований до середини 1980-х, через що Каховський незабаром розвантажили зімкненням з Серпуховсько-Тимирязєвською лінією, а пізніше і його власне виокремили в окрему лінію. Подібні проекти повинні були реалізуватися на станціях «Полежаєвська» і «Кузьминки» побудованих в той час Тагансько-Краснопресненської лінії, але з середини 70-х проект було залишено.
На нових лініях планувалося використання 12-вагонних потягів. Для підвищення швидкості руху передбачалося використання верхнього струмоприймання і збільшення відстані між станціями.

## Проекти

### Проектування на 1980-і
- Митінсько-Бутовська: Митино — Строгіно — Мньовники — Парк Перемоги — Спортивна — Ленінський проспект — Каховська — Бутово;
- Хімкинсько-Люберецька: Хімки — Дегуніно — Отрадне — Ботанічний Сад — Преображенська Площа — Семеновська — Шосе Ентузіастів — Кусково — Люберці;
- Солнцевсько-Митищинська: Митищі — Ботанічний Сад — Дмитровська — Аеропорт — Полежаєвська — Парк Перемоги — вздовж Мічуринського проспекту — Раменки — Очаково — Солнцево — Внуково ;
- Балашихинсько-Бутовська: Балашиха — Реутов — Шосе Ентузіастів — Волгоградський проспект — Автозаводська — Тульська — Севастопольський проспект — Ясенево — Бутово ;

### Проектування на 1990-і
- Митинсько-Бутовська: Митіно — Строгіно — вул Народного ополчення — Філівський бульвар — Парк Перемоги — Спортивна — Ленінський проспект — Нагірна — Варшавська — Бірюльово — Бутово;
- Хімкинсько-Жулебінська: Хімки — Савеловська — Останкіно — Ризька — Красносільська — Бауманська — Авіамоторна — Кузьминки — Жулебіно
- Солнцевсько-Митищинська: Митищі — ВДНХ — Мар'їна Роща — Савеловська — Динамо — Бігова — Парк Перемоги — Мосфільмівська вулиця — вздовж Мічурінського проспекту — Раменки — Солнцево — Внуково
- Ясеневсько-Балашихинська: Балашиха — Реутов — Шосе Ентузіастів — Волгоградський проспект— Дубровка — Автозаводська — Тульська — Ленінський проспект — вздовж Ленінського проспекту — Дудкіно.

### Проектування на 2010-і
Починаючи з 2010 року проект був повністю змінений у зв'язку з відсутністю фінансування, а також розвитком даних ділянок. Митіно-Солнцевська і Строгінська хорди були скасовані, замість них планується продовжити Солнцевський радіус звичайного метро і з'єднати його з Калінінською лінією. Бутовську лінію планується з'єднати з Калузько-Ризькою легким метро, а Сокольницьку продовжити до Тропарево. Таким чином, на сьогоднішній день плануються наступні лінії хордового розвитку:
1. Ходинсько-Лосиноострівська лінія (північно-західна хорда з першою частиною ТПК в центрі): «Можайське шосе» — «Аміньєвське шосе» — «Матвійєвська» (пересадка на Велике Кільце) — «Мінська» (пересадка на «Ломоносовський проспект» Калінінсько-Солнцевської лінії) — «Мосфільмовська» (пересадка на Мньовницько-Бірюльовську лінію) — «Дорогоміловська» (пересадка на «Студентську» Філівської лінії) — «Діловий центр» (пересадка на Калінінсько-Солнцевську лінію і «Виставкову» Філівської лінії) — «Шелепиха» — «Пресня» — «Хорошовська» (пересадка на «Полежаєвську» Тагансько-Краснопресненської лінії) — «Ходинське поле» — «Петрівський парк» (пересадка на «Динамо» Замоскворіцької лінії) — «Нижня Масловка» (пересадка на «Савеловську» Серпуховсько-Тимирязєвської лінії) — «Шереметьєвська» (пересадка на «Мар'їну Рощу» Люблінсько-Дмитровської лінії) — «Ржевська» (пересадка на «Ризьку» Калузько-Ризької и Кожуховсько-Хімкинської ліниі) — «Путяєвські пруди» — «Яузька» (пересадка на Велике Кільце) — «Лосиноострівська» — «Ярославське шосе».
2. Кожуховсько-Хімкинська лінія (північно-східна хорда): «Лівобережна» (пересадка на «Біломорську» Замоскворіцької лінії) — «Петрозаводська» — «Онезька» — «Лихобори» — «Садова» (пересадка на Велике Кільце) — «Вул. Яблочкова» (пересадка на «Тимирязєвську» Серпуховсько-Тимирязєвської лінії) — «Останкино» — «Бутирська» (пересадка на Люблінсько-Дмитровську лінію) — «Ризька» (пересадка на Калузько-Ризьку лінію и «Ржевську» Ходинсько-Лосиноострівської лінії) — «Русаковська» (пересадка на «Красносільську» Сокольницької лінії) — «Бакунінська» (пересадка на «Бауманську» Арбатсько-Покровської лінії) — «Лефортовська» — «Авіамоторна» (пересадка на Калінинсько-Солнцевську і Зюзинсько-Нижньогородську лінії) — «Волзький бульвар» (пересадка на Велике Кільце) — «Кузьминки» (пересадка на Тагансько-Краснопресненську лінію) — «Самаркандський бульвар» — «Пронська» — «Каскадна» — «Люберецькі поля».
3. Зюзино-Нижньогородська лінія (південно-східна хорда): «Іванівська» — «Терлецька» — «Владимирська» — «Соколина Гора» (пересадка на Велике Кільце) — «Авіамоторна» (пересадка на Калінінсько-Солнцевську и Кожуховсько-Хімкинську лінії) — «Нижньогородська» — «Крутицьке Подвір'я» (пересадка на «Крестьянську Заставу» Люблінсько-Дмитровської лінії і «Пролетарську» Тагансько-Краснопресненської) — «Симоновська» — «Автозаводська» (пересадка на Замоскворецьку лінію) — «Даниловська» (пересадка на «Тульську» Серпуховсько-Тимирязєвської лінії) — «Канатчиково» (пересадка на Мньовницько-Бірюльовську лінію) — «Вул. Івана Бабушкіна» — «Вул. Архітектора Власова» — «Воронцовська» — «Вул. Обручева» (пересадка на Велике кільце) — «Миклухо-Маклайська» — «Тропарево» (пересадка на Сокольницьку лінію) — «Нікуліно» — «Олімпійська деревня».
4. Мньовницько-Бірюльовська лінія (південно-західна хорда): «Лебедянська» — «Бірюльово» — «Липецька» — «Царицино» (пересадка на Замоскворіцьку лінію) — «Кавказький бульвар» — «Балаклавський проспект» — «Варшавська» (пересадка на Каховську лінію (Велике Кільце) — «Котловка» (пересадка на «Нагорну» Серпуховсько-Тимирязєвської лінії) — «Вул. Винокурова» — «Канатчиково» (пересадка на Зюзинсько-Нижньогородську лінію) — «Андріївська» — «Хамовники» (пересадка на «Спортивну» Сокольницької лінії) — «Мосфільмівська» (пересадка на Ходинсько-Лосиноострівську лінію) — «Поклонна Гора» (пересадка на «Парк Перемоги» Арбатсько-Покровської і Калінинсько-Солнцевської ліній) — «Багратіонівська» (пересадка на Філівську лінію) — «М'ясищевська» — «Мньовники» (пересадка на Велике Кільце) — «Проспект Маршала Жукова» — «Живописна».

## Дивись також
- Калінінсько-Солнцевська лінія

## Ресурси Інтернету
- Стаття кандидата технічних наук Р. Горбанева в журналі «Наука і життя» № 2 - 1987 [Архівовано 20 листопада 2011 у Wayback Machine.](рос.)
- Генплан розвитку Московського метро за 1990 рік на сайті «Світ Метро» [Архівовано 4 березня 2016 у Wayback Machine.] (рос.)